# Evento pluvial Carniense
El episodio pluvial del Carniense (EPC), también conocido como evento pluvial del Carniense, fue un intervalo de cambio climático global significativo que coincidió con cambios importantes en la biota terrestre y marina. Ocurrió durante la parte final del Carniense, una subdivisión del período Triásico Superior, y duró aproximadamente entre 1 y 2 millones de años, hace unos 234-232 millones de años.

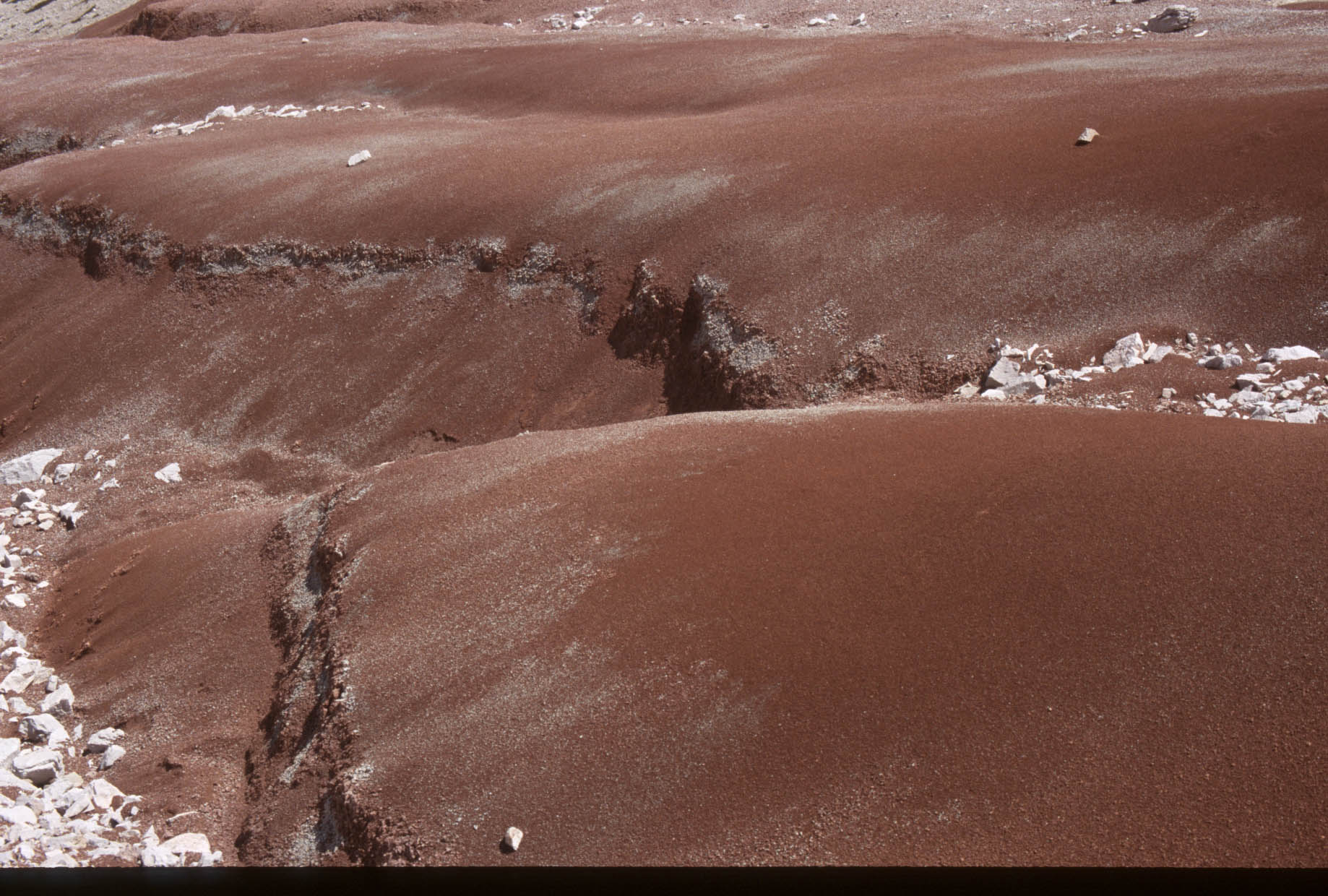
Arcillas rojas de llanura aluvial de la Formación Travenanzes, Carniano superior, Dolomitas, norte de Italia.

El EPC está asociado con un episodio crucial en la evolución y diversificación de muchos taxones que son importantes en la actualidad. Durante este período aparecieron algunos de los primeros dinosaurios (incluyendo los ancestros de las aves), lepidosaurios (ancestros de los lagartos y serpientes modernos) y formas de mammaliaformes (ancestros de los mamíferos). En el ámbito marino, se observaron las primeras apariciones de cocolitos y dinoflagelados entre el microplancton, con los últimos vinculados a la rápida diversificación de corales escleractinios a través del establecimiento de zooxantelas simbióticas dentro de ellos. El EPC también vio la extinción de muchas especies de invertebrados acuáticos, especialmente entre los amonoideos, briozoos y crinoideos.

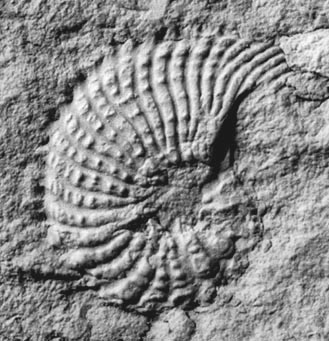
Brotheotrachyceras brotheus de la Formación San Cassiano, Val Badia, Dolomitas, Alpes del Sur. Este amonoide es un fósil índice del Carniense inferior.

La evidencia del EPC se encuentra en estratos carnienses en todo el mundo, tanto en sedimentos terrestres como marinos. En tierra, el clima árido predominante en gran parte del supercontinente Pangea cambió brevemente a un clima más cálido y húmedo, con un aumento significativo de la lluvia y el escurrimiento. En los océanos, hubo una reducción en la deposición de minerales carbonatados, lo cual puede reflejar la extinción de muchos organismos formadores de carbonatos, pero también puede deberse a un aumento en la profundidad de compensación del carbonato, por debajo de la cual la mayoría de las conchas de carbonato se disuelven y dejan pocas partículas carbonatadas en el fondo del océano para formar sedimentos.
El cambio climático durante el evento pluvial del Carniense se refleja en cambios químicos en los estratos carnienses a lo largo del EPC, lo que sugiere que el calentamiento global fue prevalente en ese momento.